# Blood on the Dance Floor (singolo)
Blood on the Dance Floor è una canzone interpretata dal cantante statunitense Michael Jackson estratta il 21 marzo 1997 come primo singolo dall'album Blood on the Dance Floor: HIStory in the Mix dello stesso anno.
Fu un grande successo soprattutto in Europa e Oceania dove raggiunse la numero 1 in diversi paesi tra i quali Regno Unito, Nuova Zelanda, Danimarca, Spagna e Italia ed entrò tra le prime 10 in altri quali Australia, Francia e Germania, mentre ebbe un successo più modesto negli Stati Uniti dove raggiunse solo la posizione numero 42 sulla Billboard Hot 100. Secondo quanto indicato nel libretto dell'album, questa canzone è dedicata, tra gli altri, a Elton John.

## Descrizione
La canzone nacque da un'idea di Teddy Riley il 6 giugno 1990, dopo che seppe che a una festa alla quale doveva partecipare, ma alla quale non andò a causa del lavoro che doveva svolgere con Jackson sull'album Dangerous, venne ucciso qualcuno sulla pista da ballo a colpi di arma da fuoco. La traccia alla quale Riley ha lavorato quella notte era aggressiva e minacciosa ma non aveva parole, nessun titolo e nessuna melodia.
Il sabato successivo era sulla via per il Neverland Ranch per incontrare Michael Jackson e fargli ascoltare alcuni brani che aveva composto per l'album. Tra le diverse tracce che Jackson ha ascoltato quel giorno c'era quella a cui Riley ha lavorato nella notte della festa. Jackson non aveva alcuna idea circa il contesto: "Non sapeva nulla", dice Riley "Non gli ho mai detto nulla al riguardo". Un paio di settimane più tardi, tuttavia, Riley disse di essere stato scioccato di apprendere il titolo che Jackson scelse per la canzone: Blood on the Dance Floor (Sangue sulla pista da ballo), come se avesse profetizzato il senso della canzone. Secondo un altro collaboratore di Jackson, il produttore e compositore Bill Bottrell, che aveva lavorato anch'egli all'album Dangerous assieme al cantante, il titolo Blood on the Dance Floor sarebbe stata una sua idea, trattandosi del titolo di una demo che aveva scritto per Jackson, al quale il produttore aveva solo accennato il titolo, ma che il Re del Pop non ebbe mai modo di ascoltare.
Riley ha utilizzato una drum machine vintage (l'MPC 3000) per il ritmo. Il rullo è stato compresso per renderlo più pop, un suono che fu usato in tutto l'album Dangerous per esempio in canzoni come Remember the Time.
Tuttavia Blood on the Dance Floor non finì sull'album Dangerous, dato che Jackson voleva lavorarci ancora su, e non venne riesumata fino al 1997 quando venne opzionata come uno degli inediti per l'album di remix voluto dalla Sony che prenderà il suo nome.
Jackson iniziò a lavorarci di nuovo sopra nel gennaio del 1997 quando decise di visitare Montreux, in Svizzera durante una pausa tra la prima e la seconda leg dell'HIStory World Tour. Qui, a Mountain Studios, Jackson iniziò a lavorare sulla vecchia demo sul vecchio DAT (Digital Audio Tape) di Riley e ci lavorò sopra con un equipaggio di quattro uomini tra cui il suo fidato musicista, Brad Buxer. La multi-track fu completata e mixata da Mick Guzauski, modellandola molto da vicino all'ultima versione registrata da Jackson e Riley.

### Il testo
Come per altre canzoni precedenti di Jackson, quali Heartbreak Hotel, Billie Jean, Dirty Diana, Smooth Criminal e Dangerous, il soggetto è inquietante e in puro stile noir, con una femme fatale che dà la caccia al cantante, in questo caso una narrazione sull'essere pugnalati alla schiena nel luogo meno sospettabile, la pista da ballo. La voce roca di Jackson evoca un senso di presagio, come la tela electro-industrial evoca un ambiente urbano moderno. Nel pezzo Jackson narra di una donna, Susie, che è stata prima sedotta e poi probabilmente lasciata e ora è in cerca di vendetta. Jackson canta nel pre-ritornello in prima persona, come fosse lui la vittima di Susie, mentre nei versi cantati con la voce roca e nel ritornello canta in seconda persona come fosse il narratore della vicenda, chiedendo a se stesso come ci si senta a sapere che ora lei è fuori per uccidere.

## Video musicale
Il video musicale fu girato ai Raleigh Studios di Hollywood (stessi studi in cui venne girato lo storico video di Billie Jean) nel febbraio del 1997, nel periodo intorno alla nascita del primogenito di Jackson, Prince, il che causò l'assenza di Jackson ad alcune previste sessioni di registrazione. Venne co-diretto dallo stesso Jackson e dal suo amico e coreografo Vincent Paterson, precedentemente coreografo di altri suoi video tra i quali figurano quelli di Beat It, The Way You Make Me Feel e Smooth Criminal. A causa del budget ridotto il video non presentava grandi innovazioni o effetti speciali a differenza degli altri video di Jackson. Inoltre, a causa dell'esplosione della musica latina di quegli anni, perpetrata principalmente da Ricky Martin, il video ebbe un'ambientazione in stile latino nonostante il pezzo avesse atmosfere pop/new jack swing in puro stile Jackson.
Jackson indossa un blazer, una camicia e pantaloni color bordeaux che rappresentano il sangue e, per la prima (e ultima) volta nella sua carriera, porta i capelli legati in una treccia. Nel video appaiono come ballerini l'italiano Luca Tommassini e lo statunitense Kevin Alexander Stea, mentre la parte di Susie viene svolta dalla ballerina e attrice Sybil Azur.
Secondo il regista e coreografo Paterson, il video originale fu interamente girato in Super 8, ma alla Sony non piacque costringendo il regista a rigirarlo da capo in formato classico in 35 millimetri. Il coreografo ha dichiarato:
In questa versione, non c'è Michael da una parte e gli altri ballerini dall'altra; lui fa parte dell'insieme. Questo è quello che abbiamo cercato di fare e che voleva anche lui. Il problema invece con la versione 35 millimetri è che lui era spesso assente e non è la versione finale che volevo girare. C'erano parti che non si potevano registrare perché lui non era lì. Dovevo andare avanti con quello che avevo. Quindi ero abbastanza soddisfatto, ma sicuramente molto più felice con la versione Super 8.
Tra le scene che avrei voluto girare c'era un'intera sequenza di ballo molto interessante con Michael e i ragazzi da un lato e le ragazze dall'altra, con una danza che ho imparato a Buenos Aires, durante Evita, chiamato 'Kashangai', un mix di salsa e tango. Ho insegnato quel ballo a lui e al gruppo. C'erano tre grandi sezioni di danza. Ma va bene così. Quando hai Michael di fronte alla macchina da presa ti dimentichi la collera, dimentichi che non si è fatto vedere negli ultimi due giorni. Per la cronaca: se non si presentava, tutti prendevano la loro paga comunque, dai ballerini al resto della troupe.. era molto attento e giusto in questo, pagava sempre tutti per il loro tempo.»

### Tematiche
Il video inizia con un coltello che viene tirato contro un muro. Jackson comincia a camminare entrando in un "salsa club". Susie, giovane donna vestita di rosso, va verso di lui e, dopo essere salita sul tavolo, si mette a ballare. Il video si conclude coi due che danzano insieme e il coltello piantato nel muro dove, su un cuore disegnato, c'è scritto "Susie + Me".

### Versioni alternative del video
- Una versione del video più lunga e con scene inedite accompagnata dalla versione remix "Refugee Camp Mix" realizzata dai Fugees, venne inserita nella VHS e nel DVD History on Film, Volume II nel 1997 e sul box-set DVD Michael Jackson's Vision nel 2010.
- Una versione del video in cui vennero censurate alcune scene, come quella in cui Jackson accarezza le gambe alla ragazza e quella in cui Susie apre un coltello a scatto, fu realizzata per essere trasmessa nei canali musicali tematici a orari in fascia protetta e pubblicata in seguito nel DVD Number Ones: Michael Jackson nel 2003.
- La versione girata dal regista in Super 8 non venne mai pubblicata in via ufficiale, e infine è trapelata on line nel 2010, accompagnata però dalla versione remix "TM's Switchblade Mix" e non dalla versione album come si pensava.[13]

### Prima italiana
Il videoclip in versione censurata venne presentato in anteprima nazionale in Italia il 20 aprile 1997 alle ore 14.10 sul canale televisivo Italia 1, facendo il record di ascolti, dando a pieno i risultati delle prime posizioni nelle classifiche italiane. Il videoclip non censurato è visibile sul canale YouTube delľ artista

### Riconoscimenti
Il videoclip vinse un premio come "Miglior video musicale internazionale dell'anno" ai TVZ Video Award in Brasile nell'ottobre del 1997.

## Tracce
CD singolo (Regno Unito) n°1
1. Blood on the Dance Floor – 4:12
2. Blood on the Dance Floor (TM's Switchblade Mix) – 8:39
3. Blood on the Dance Floor (Refugee Camp Mix) – 5:27
4. Blood on the Dance Floor (Fire Island Vocal Mix) – 8:57
5. Blood on the Dance Floor (Fire Island Dub) – 8:55

CD singolo (Regno Unito) n°2
1. Blood on the Dance Floor – 4:12
2. Blood on the Dance Floor (TM's Switchblade Edit) – 8:39
3. Blood on the Dance Floor (Fire Island Radio Edit) – 8:57
4. Dangerous (Roger's Dangerous Club Mix) – 6:55

CD singolo (Stati Uniti)
1. Blood on the Dance Floor – 4:12
2. Blood on the Dance Floor (TM's Switchblade Edit - Long) – 4:11
3. Blood on the Dance Floor (Refugee Camp Edit) – 3:19
4. Blood on the Dance Floor (Fire Island Radio Edit) – 3:50
5. Blood on the Dance Floor (TM's Switchblade Mix - Long) – 10:00
6. Dangerous (Roger's Dangerous Club Mix) – 6:55

The Visionary Single
1. Blood on the Dance Floor – 4:12
2. Blood on the Dance Floor (Fire Island Vocal Mix) – 8:57
3. Blood on the Dance Floor (Video)

## Versioni
1. Blood on the Dancefloor (A Different Dance Floor)
2. Blood on the Dancefloor (Acapella) (con strofe dalla demo originaria, disco acetato di Teddy Riley) – 2:58
3. Blood on the Dancefloor (Album Version) – 4:12
4. Blood on the Dancefloor (Fire Island Vocal Mix) – 8:55
5. Blood on the Dancefloor (Fire Island Radio Edit)
6. Blood on the Dancefloor (Fire Island Dub) – 8:57
7. Blood on the Dancefloor (TM's Switchblade Mix) – 8:39
8. Blood on the Dancefloor (TM's Switchblade Edit) – 3:22
9. Blood on the Dancefloor (T&G Pool of Blood Dub)
10. Blood on the Dancefloor (Refugee Camp Mix) – 5:19
11. Blood on the Dancefloor (Refugee Camp Edit) – 3:21
12. Blood on the Dancefloor (Refugee Camp Dub)
13. Blood on the Dancefloor (Videoclip, Album Version) (videoclip dal DVD Number Ones) – 4:15
14. Blood on the Dancefloor (Videoclip, Refugee Camp Mix) (videoclip da HIStory on Film, Volume II e Michael Jackson's Vision) – 5:27

## Classifiche

### Classifiche settimanali
| Classifica (1997)              | Posizione massima |
| ------------------------------ | ----------------- |
| Australia                      | 5                 |
| Austria                        | 9                 |
| Belgio (Fiandre)               | 11                |
| Belgio (Vallonia)              | 11                |
| Danimarca                      | 1                 |
| Europa                         | 2                 |
| Finlandia                      | 2                 |
| Francia                        | 10                |
| Germania                       | 5                 |
| Irlanda                        | 5                 |
| Italia                         | 1                 |
| Norvegia                       | 2                 |
| Nuova Zelanda                  | 1                 |
| Paesi Bassi                    | 7                 |
| Regno Unito                    | 1                 |
| Regno Unito (R&B)              | 1                 |
| Spagna                         | 1                 |
| Stati Uniti                    | 42                |
| Stati Uniti (dance club)       | 10                |
| Stati Uniti (dance/electronic) | 2                 |
| Stati Uniti (pop)              | 38                |
| Stati Uniti (R&B)              | 19                |
| Stati Uniti (rhythmic)         | 24                |
| Svezia                         | 2                 |
| Svizzera                       | 5                 |
| Classifica (2006)              | Posizione massima |
| Irlanda                        | 19                |
| Paesi Bassi                    | 60                |
| Regno Unito                    | 19                |
| Spagna                         | 1                 |
| Svizzera                       | 38                |
| Classifica (2009)              | Posizione massima |
| Germania                       | 92                |

### Classifiche di fine anno
| Classifica (1997) | Posizione |
| ----------------- | --------- |
| Australia         | 76        |
| Belgio (Fiandre)  | 75        |
| Belgio (Vallonia) | 68        |
| Germania          | 92        |
| Italia            | 29        |
| Nuova Zelanda     | 33        |
| Svezia            | 97        |
| Svizzera          | 41        |